# Operatie Bergbang
Operatie Bergbang was de codenaam voor een SAS-operatie in de Tweede Wereldoorlog in de driehoek Luik-Aken-Maastricht.

## Geschiedenis
Op 2 september 1944 werden 41 man van het Belgische SAS-eskadron in deze sector ingezet. De eenheid kreeg steun van het plaatselijke verzet. Doel was het aanvallen van Duitse radarposten op de oostelijke oever van de Maas in de Ardennen. Tevens werden terugtrekkende Duitse troepen geobserveerd. De eenheid gaf mogelijke doelen door aan de Royal Air Force waarna die werden gebombardeerd. De operatie was door communicatiestoornissen en problemen met de lokale bevolking geen succes.